# Jacques Deen
Pour les articles homonymes, voir Deen.
Pas d'image ? Cliquez ici

a Compétitions nationales et continentales officielles uniquement.

Dernière mise à jour le 19 novembre 2021.
Jacques Deen, né le 9 septembre 1977 à Pretoria (Afrique du Sud), est un joueur sud-africain de rugby à XV qui évolue au poste de troisième ligne aile. Il joue entre autres au sein du club de l'Aviron bayonnais.

## Biographie
En 2010, en provenance de l'Aviron bayonnais, Jacques Deen signe un contrat de deux saisons avec l'US Dax. À la suite d'un problème de cartilages à l'un de ses genoux, et ne pouvant être soigné correctement, il prend prématurément sa retraite en septembre 2011.

## Carrière
- 2001-2003 : Natal Sharks  Afrique du Sud
- 2004-2005 : Castres olympique  France
- 2005-2006 : Fukuoka Sanix Bombs  Japon
- 2006-2010 : Aviron bayonnais  France
- 2010-2011 : US Dax  France